# Blaž Setnikar
Blaž Setnikar, slovenski igralec, * 2. maj 1983, Ljubljana.
Po končani Gimnaziji Šentvid v Ljubljani se je med študijem na Filozofski fakulteti pričel resneje ukvarjati z dramsko igro in se 2006 vpisal na študij Akademije za gledališče, radio, film in televizijo pod vodstvom mentorjev Janeza Hočevarja - Rifleta in Tomija Janežiča, kjer je prejel študentsko Severjevo nagrado ter tekom študija sodeloval s Slovenskim narodnim gledališčem Maribor, Mini teatrom in 2010 diplomiral. Zatem je postal član Slovenskega ljudskega gledališča Celje, kjer je ostal do 2014, ko je pridobil status svobodnega umetnika ter nastopil v predstavah Slovenskega narodnega gledališča Drama Ljubljana, neodvisnih gledališč Glej v Ljubljani in Tristan Bates v Londonu.
Sodeloval je z režiserji Janezom Pipanom, Sebastijanom Horvatom, Jernejem Lorencijem in zatem postal član Prešernovega gledališča Kranj. Igral je v odmevnih uprizoritvah Iliada, Stenica, Helverjeva noč, Naš razred in Strahovi, za vloge v Prešernovem gledališču pa je 2020 prejel tudi Nagrado Združenja dramskih umetnikov Slovenije in Severjevo nagrado.
V vsem tem času je nastopil v več celovečernih in kratkih filmih, tudi v nagrajenih Psi brezčasja, Vloga za Emo in Posledice, širšemu občinstvu pa je poznan predvsem s televizijskih ekranov po vlogah v televizijskih serijah Reka ljubezni, Najini mostovi in Takle mamo.

## Filmografija

### Filmi
- Opazovanje (2023, celovečerni igrani film)
- Šterkijada (2023, celovečerni igrani film)
- Klarin ples (2023, kratki igrani film)
- Pero (2023, dokumentarni film)
- Zbudi me (2022, celovečerni igrani film)
- Po sledeh fatamorgane (2022, igrani dokumentarni film)
- Do takrat pa... (2020, kratki igrani film)
- 40 dni skupaj (2020, kratki igrani film)
- Posledice (2018, celovečerni igrani film)
- Winnetou - Eine neue Welt (2016, TV film)
- Sarajevo Songs of Woe (2016, celovečerni igrani film)
- The Chimney House (2016, kratki igrani film)
- Kaplja na vedru (2016, igrani dokumentarni film)
- Psi brezčasja (2015, celovečerni igrani film)
- Dekleta ne jočejo (2015, celovečerni TV film)
- Vloga za Emo (2014, celovečerni igrani film)
- Vandima (2013, celovečerni igrani film)
- 1991 - Neizstreljeni naboj (2011, celovečerni TV film)
- Lov na race (2009, kratki igrani film)

### Serije in nanizanke
- Leninov park (2022, miniserija)
- Najini mostovi (2020-2021, TV serija)
- Truplo (2018, spletna serija)
- Reka ljubezni (2017-2019, TV serija)
- Takle mamo (2016, TV nanizanka)

## Vloge v gledališču
- Sam, Razodetje (2024, PG Kranj)
- Woyzeck, Woyzeck (2024, SSG Trst in PG Kranj)
- Boj na požiralniku (2024, PG Kranj in MG Ptuj)
- Sengupta, Šef, Princ Bolo, Harun in morje zgodb (2024, PG Kranj)
- Zadnji Hamlet (2023, Bunker-Stara elektrarna in PG Kranj)
- Deževen dan v Gurlitschu (2023, PG Kranj)
- Mlinarjev, Mrtvec pride po ljubico (zasedba 2022, PG Kranj in MG Ptuj)
- Policist, Komandir, Kmet, Starec, Vse zastonj! Vse zastonj! (2022, PG Kranj)
- Pravljice našega otroštva (2022, PG Kranj in SNG Nova Gorica)
- Nicolas, Mama (2021, PG Kranj in MG Ptuj)
- Kons: Novi dobi (2021, PG Kranj)
- Monologi s kavča (2021, PG Kranj)
- Bigi, Naše skladišče (2020, PG Kranj)
- Škofjeloški pasijon (2020, PG Kranj in MG Ptuj)
- France Prešeren, Dr. Prešeren (2019, PG Kranj)
- Osvald Alving, Strahovi (2019, PG Kranj)
- Ludwig Viktor, Zabava za Borisa (2019, PG Kranj)
- Lauterbach, Teror (2019, PG Kranj)
- Marko, Ob zori (2018, PG Kranj)
- Videk, Kdo je napravil Vidku srajčico (2018, PG Kranj)
- Rysiek, Naš razred (2018, PG Kranj, Mini teater in MG Ptuj)
- Pacient, Pesmi živih mrtvecev (2017, PG Kranj in SLG Celje)
- Vihravi Rudi, Stenica (2017, PG Kranj in MG Ptuj)
- Helver, Helverjeva noč (2016, PG Kranj)
- Dr. Petrović, Žalujoča družina (2016, PG Kranj in SLG Celje)
- Sekira, Butnskala (2016, Slovensko mladinsko gledališče in PG Kranj)
- Poljanec, Lepa Vida (2015, SNG Nova Gorica, SSG Trst in PG Kranj)
- Tristan, Carnal (2015, Tristan Bates Theatre London)
- Patroklos, Iliada (2015, Cankarjev dom, SNG Drama Ljubljana in MGL Ljubljana)
- Študent, Figurae Veneris Historiae (2014, SNG Drama Ljubljana)
- Prihajamo (2014, Gledališče Glej)
- Heinrich von Kleist, Nekaj sporočil za vesolje (2014, SNG Drama Ljubljana)
- George Gibbs, Naše mesto (2014, SLG Celje)
- Tomaž, Pika Nogavička (2013, SLG Celje)
- Glenn Cooper, Govorice (2013, SLG Celje)
- Advokat, Gospodar Puntila in njegov hlapec Matti (2013, SLG Celje)
- Christy Mahon, Največji frajer zahodnega sveta (2013, SLG Celje)
- Peter, Kruh (2012, SLG Celje)
- Orest, Muhe (2012, SLG Celje)
- Tonček, Pikica in Tonček (2011, SLG Celje)
- Calvin Kennedy, Moje bivše, moji bivši (2011, SLG Celje)
- Tamali, Knapi slikarji (2011, SLG Celje)
- Stražar, Antigona (2011, SLG Celje)
- Cesar, Cesarjeva nova oblačila (2010, SLG Celje)
- Stanley, Smrt trgovskega potnika (2010, SLG Celje)
- Vodja zbora, Antigona (2010, AGRFT Ljubljana in SNG Drama Ljubljana)
- Hvastja, Hlapci - Komentirana izdaja (2010, APT Novo mesto in PGK Kranj)
- Clov, Konec igre (2010, AGRFT Ljubljana in Gledališče Glej)
- Ranuccio Tomassoni, Potovanje v Rim (Caravaggio) (2009, SNG Maribor)
- Zbor starešin, Oresteja (2009, SNG Drama Ljubljana)
- Zlata ladja (2009, Mini teater Ljubljana)
- Jurij Kalan, Kronika zločina (2005, Šentjakobsko gledališče)

## Nagrade
- 2021 Severjeva nagrada za vlogi v uprizoritvah Strahovi in Škofjeloški pasijon
- 2021 Nagrada 51. Tedna slovenske drame za najboljšega igralca za vlogo v uprizoritvi Škofjeloški pasijon
- 2020 Nagrada Duša Počkaj Združenja dramskih umetnikov Slovenije za vloge  v uprizoritvah Naš razred, Ob zori in Strahovi
- 2019 Nagrada Julija[8] za vlogo v uprizoritvi Ob zori
- 2010 Študentska nagrada Zlatolaska za vlogo v kratkem filmu Lov na race in Zlatolaska za vlogi v gledaliških produkcijah Tartuffe in Projekt Hamlet
- 2009 Severjeva nagrada za študente, za vlogi v gledaliških produkcijah Tartuffe in Projekt Hamlet
- 2009 Študentska nagrada Zlatolaska za vlogo v gledališki produkciji Plešasta pevka